# 帕羅阿托國家戰場歷史公園
帕羅阿托国家战场历史公园（英語：Palo Alto Battlefield National Historical Park）是為了紀念1846年5月8日在該區域發生的帕羅阿托之役而被美国国家公园管理局所保留的。 它是美墨戰爭裡第一个在美國邊境發生的主要冲突點。美国军队在这里的勝出讓進攻墨西哥的可能性大大的提高。 从美國和墨西哥的觀點，這個公園描述了這個戰役和战争以及它的原因和后果 (參見:美墨戰爭)。
国家公园管理局已获得了多于三分之一土地的授权作為公园，其中包括300英畝（1.2平方） 墨西哥军队的核心戰場。私人土地所有者仍然控制一些 2,000英畝（8.1平方） 的战场。 腺牧豆樹 (Prosopis glandulosa)虽然為本地的植物卻存在大量且不寻常的數量，將可能改变景观和威胁當地的自然和文化公园。
公园的游客中心的擁有关于美墨戰爭的史料，以及一个15分钟的录像"里奥格兰德之役"，和一个半英里的步道可以俯瞰當時的战场。

## 历史

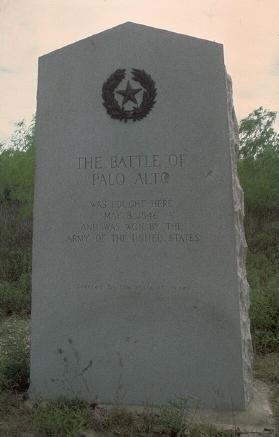
战斗的Palo Alto历史的标记

在1960年12月19日，帕羅阿托战场被指定為一个国家历史里程碑。 在1978年11月10日，帕羅阿托国家历史里程碑成為了美國的战场历史遗址。在1992年6月23日時被重新規劃了該區域的範圍。 又在2009年的三月30日，被改制為国家历史公园。在這段時間裡，该公园從一個紀念碑扩大到了布朗斯維爾的Resaca de la Palma戰場